# 佐伊·康斯坦托普卢
佐伊·康斯坦托普卢（1976年12月—）是希臘的一个人權律師和政治家。她曾任希腊议会議長，於2015年2月6日取得300議席中的236議席而當選。除了她当时所在的激进左翼联盟，独立希腊人、河流、泛希腊社会主义运动和新民主黨也投票支持她。